# Karolina Gerhardinger

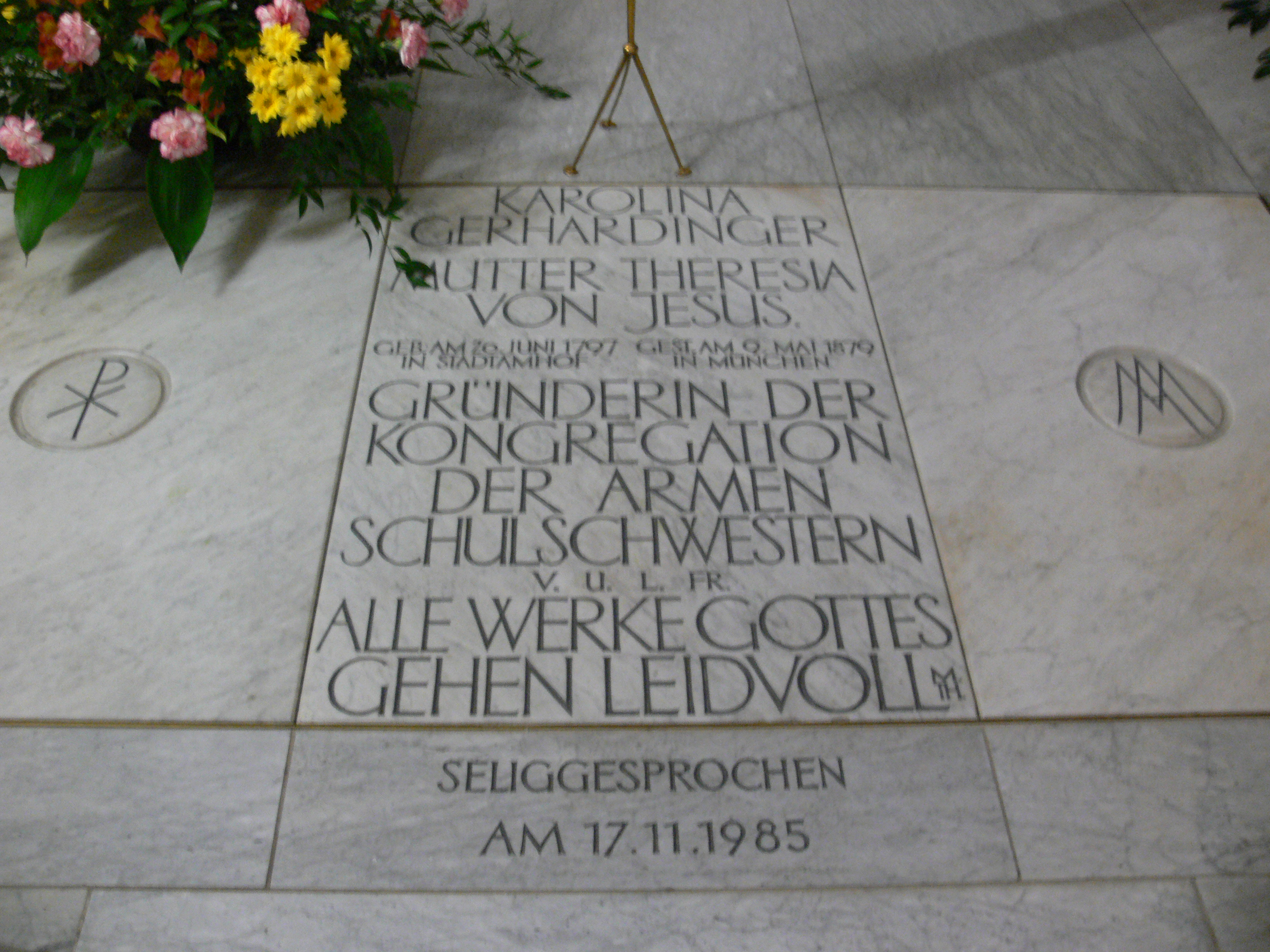
Grabmal Maria Theresia Gerhardingers in der Kirche Kloster- und Institutskirche St. Jakob am Anger, München

Karolina Gerhardinger (* 20. Juni 1797 in Stadtamhof; † 9. Mai 1879 in München), Ordensname Maria Theresia von Jesus, war Ordensschwester und Gründerin der Kongregation der Armen Schulschwestern von Unserer Lieben Frau. Sie wurde am 17. November 1985 in Rom seliggesprochen.
Als Oberin des von ihr gegründeten Ordens wurde und wird sie Mutter Theresia genannt.

## Leben

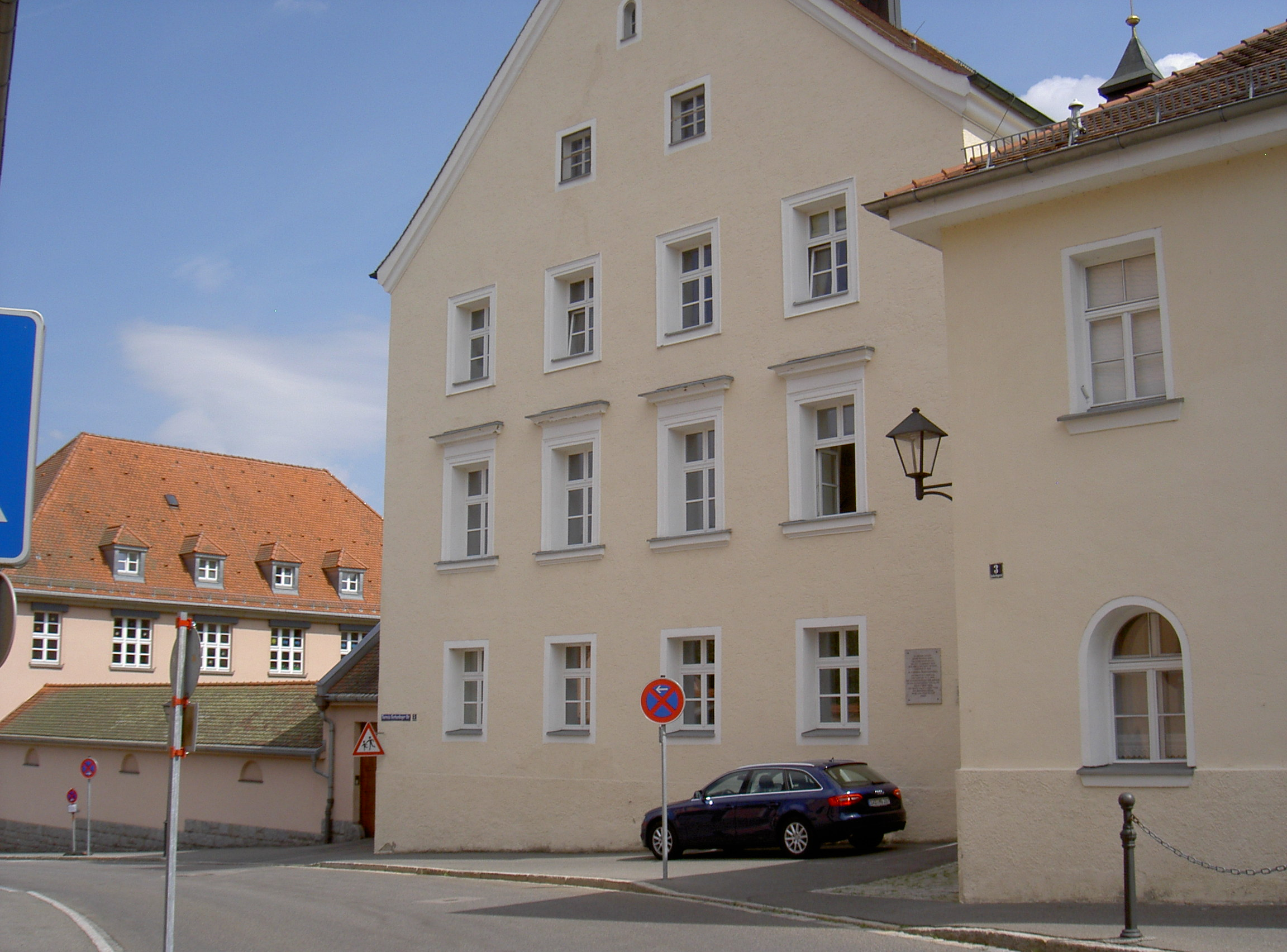
Gründungskloster in Neunburg vorm Wald

Karolina Gerhardinger war das einzige Kind des Schiffsmeisters Willibald Gerhardinger und seiner Frau Franziska, denen das Anwesen in der schmalen Gasse Am Gries in Stadtamhof bei Regensburg (Bayern) gehörte. Ihre Jugend fiel in eine Zeit, die durch die Säkularisation den bis dahin gültigen Glaubensvorstellungen feindlich gegenüberstand. 1809 wurde das Kloster der Schwestern von Notre Dame in Stadtamhof aufgehoben, ebenso die von ihnen unterhaltene Schule, die Karolina besuchte.
Auf Anregung des Dompfarrers und späteren Bischofs von Regensburg, Georg Michael Wittmann, ließ sich Karolina Gerhardinger daraufhin im Alter von nur zwölf Jahren zur Lehrerin ausbilden. Mit 15 Jahren arbeitete sie bereits als „Königlich-bayerische Volksschullehrerin“. In ihrem Beruf erkannte sie bald, dass die schulische Ausbildung vor allem der Mädchen aus ärmeren Bevölkerungsschichten völlig unzureichend war.
Mit etwa 18 Jahren bat Karolina Gerhardinger Wittmann um Anleitung zu einem klösterlichen Leben. Als 25-Jährige entschloss sie sich endgültig zum Leben als Ordensfrau und begründete diesen Akt der Hingabe mit dem Wort: „Die Klugheit rechnet, die Liebe liebt!“. Nach Pfarrer Wittmanns Plan sollte sie in keine bestehende Ordensgemeinschaft eintreten, sondern ein Kloster für die Erziehung und den Unterricht der weiblichen Jugend nach dem Vorbild der Augustinerinnen gründen.
Da der Magistrat von Stadtamhof aus finanziellen Erwägungen gegen eine Klostergründung war, zog Karolina Gerhardinger am 24. Oktober 1833 mit zwei Gefährtinnen nach Neunburg vorm Wald (Bayern), um dort ein gemeinsames klösterliches Leben zu führen. Die finanziellen Mittel stellte der aus der Gegend stammende Franz Sebastian Job, k.u.k. Hofkaplan in Wien zur Verfügung. Nach anfänglichen Schwierigkeiten gab König Ludwig I. von Bayern (1786–1868) im März 1834 die landesherrliche Genehmigung des klösterlichen Instituts.
Am 16. November 1835 legte Karolina Gerhardinger in der St. Galluskapelle zu Regensburg die zeitliche Profess ab. Dabei nahm sie den Ordensnamen Maria Theresia von Jesus an und wurde Oberin des neugegründeten Instituts Mutter Theresia. Wie schon in Stadtamhof, so wurde auch in Neunburg vorm Wald die von ihr geführte Schule bald zu einer Musterschule. Sr. Maria Theresia wirkte auf dem Gebiet der Erziehung und des Unterrichts durch ihren ganzheitlichen Ansatz bahnbrechend. Mustergültige Lehrpläne umfassten modernen Anschauungsunterricht, hauswirtschaftliche und kaufmännische Fächer, Fremdsprachen, musische Bildung und Turnen.
Bald erkannte Mutter Maria Theresia, dass das kleine und entlegene Kloster in Neunburg vorm Wald ihrer wachsenden Gemeinschaft auf die Dauer nicht als Mutterhaus dienen konnte. Das frühere Kloster der Klarissen am Anger in der bayerischen Landeshauptstadt München entsprach besser ihren Vorstellungen für die Ausbildung der jungen Schwestern. 1843 überließ ihr König Ludwig I. dieses Klostergebäude – unter Vorbehalt des Staatseigentums und der Verpflichtung des Instituts zur Übernahme der Kosten für die Renovierung. Im selben Jahr gründete sie den Lehrkurs zur Ausbildung für Leiterinnen von Bewahranstalten als Vorläufer der Fachakademie für Sozialpädagogik der Armen Schulschwestern von unserer Lieben Frau.
Die neue Kongregation konnte sich rasch in vielen Ländern ausbreiten. 1847 begleitete Mutter Theresia fünf Schwestern in die Vereinigten Staaten. Dort legte sie unter härtesten Reisebedingungen – teilweise im Ochsenkarren – nahezu 2600 Meilen zurück. Während ihres einjährigen Aufenthaltes bereitete sie sieben Schulgründungen vor.
Papst Pius IX. (1792–1878) bestätigte 1865 die Satzung der Armen Schulschwestern von Unserer Lieben Frau, in der Mutter Theresia die zentrale Leitung ihrer Gemeinschaft zuerkannt wurde, was bis dahin männlichen Ordensoberen vorbehalten gewesen war. Bis zu ihrem Tod am 9. Mai 1879 übte sie das Amt als Generaloberin mit Weitsicht und Klugheit aus. Damals gab es bereits 166 Niederlassungen in Europa und 125 in Nordamerika mit insgesamt etwa 3000 Schulschwestern.
Fast 82 Jahre alt, starb sie im Münchener Mutterhaus und wurde in der Klostergruft bestattet. Heute ruht sie in der Grabkapelle der neuen St. Jakobskirche in München. Auf ihrer Grabplatte ist ihr Leitwort eingemeißelt: Alle Werke Gottes gehen langsam und leidvoll vor sich, dann aber stehen sie desto fester und blühen desto herrlicher.

## Nachleben

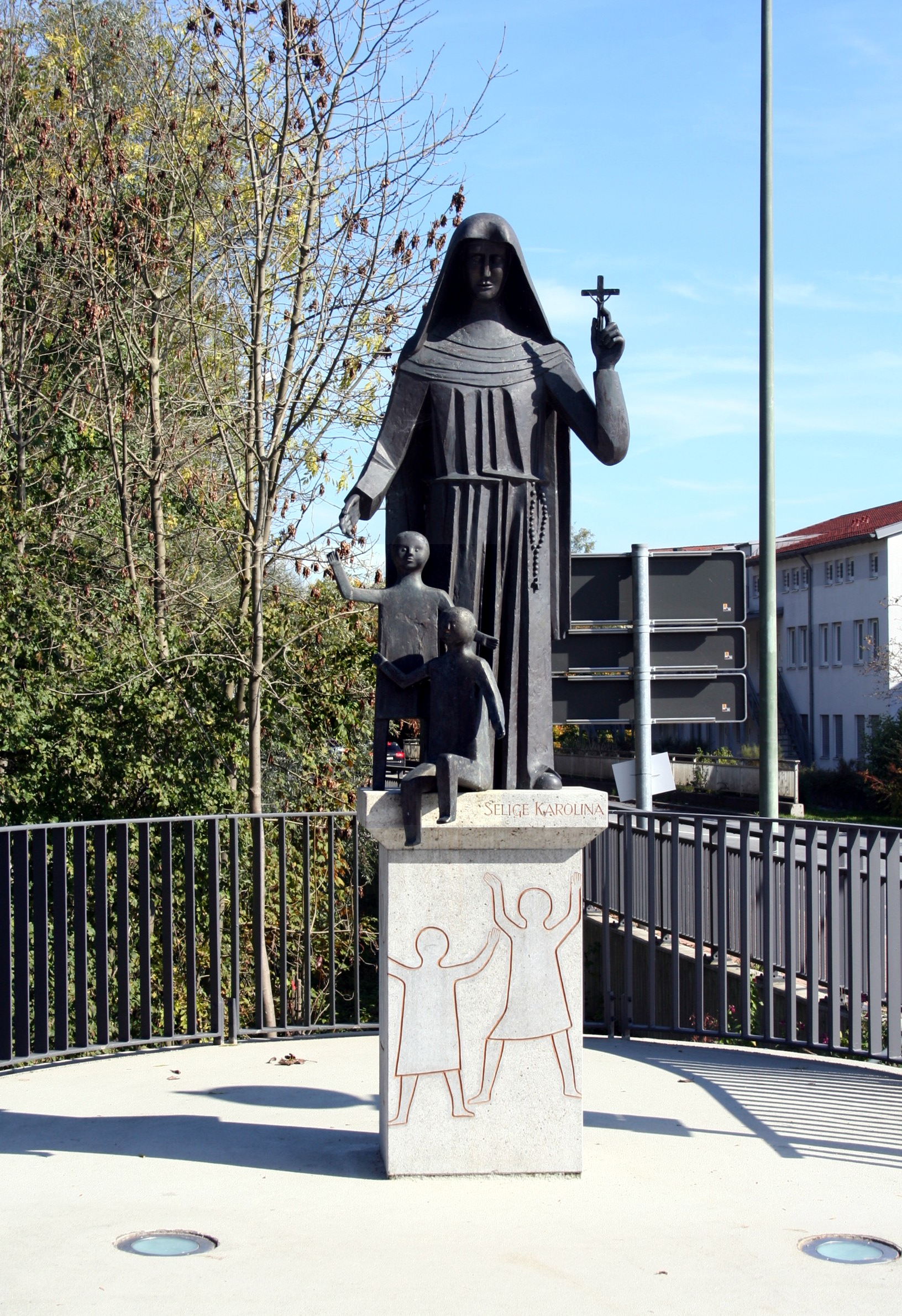
Brückenfigur auf der Korbinianbrücke in Freising

Während der Zeit des Nationalsozialismus wurden in Deutschland fast alle Schulen der Armen Schulschwestern geschlossen. Damals wanderten viele Kandidatinnen und Schwestern nach Nord- und Südamerika sowie in andere europäische Länder aus.
Die von Mutter Maria Theresia gegründete Kongregation wirkt weiter im Bereich der Erziehung und Bildung junger Menschen. Heute arbeiten in mehr als 30 Ländern der Erde etwa 5000 Schulschwestern in Kindergärten, Kinder- und Jugendheimen, Horten und Tagesheimen, allgemein- und berufsbildenden Schulen wie Volksschulen, Realschulen, Gymnasien, Fachakademien und Colleges.

## Seligsprechung
Am 17. November 1985 sprach Papst Johannes Paul II. Maria Theresia von Jesu Gerhardinger selig. Die Anregung dazu kam 1925 vom katholischen Frauenbund; der eigentliche Seligsprechungsprozess begann 1928. Zu den Festlichkeiten reisten mehr als 2000 bayerische Pilger, die überwiegend aus dem Raum Regensburg und München stammten, nach Rom. Auch der Erzbischof von München und Freising, Kardinal Friedrich Wetter, und der Bischof von Regensburg, Manfred Müller, nahmen daran teil. Der Gedenktag von Maria Theresia Gerhardinger ist der 9. Mai.

## Ehrungen

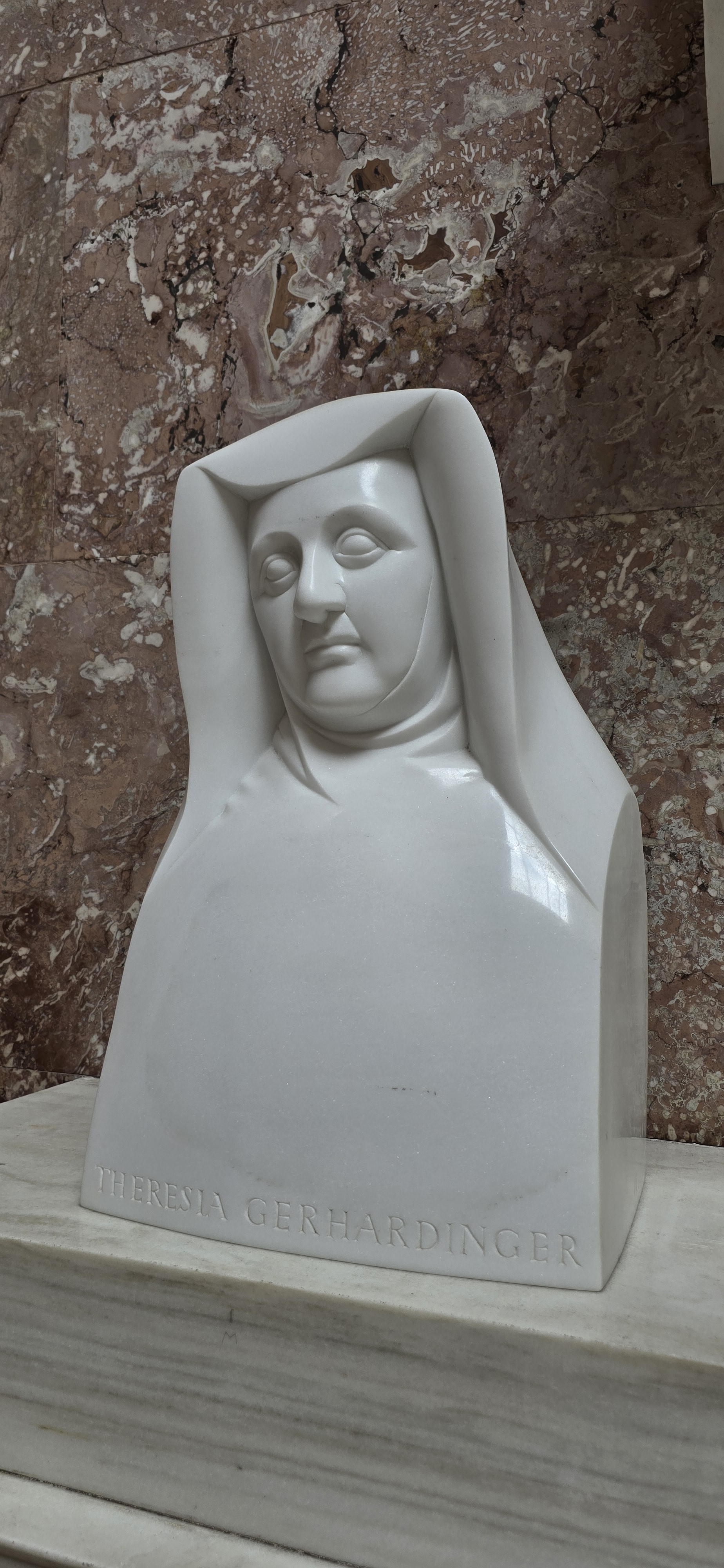
Büste in der Walhalla

Im Herbst 1998 wurde nach dem Beschluss der Bayerischen Staatsregierung ihre Büste in der Walhalla bei Regensburg, der Ruhmeshalle für herausragende Persönlichkeiten des deutschen Sprachraums, aufgestellt. Damit sollen ihre Leistungen als „Pionierin der Frauenbildung in Bayern“ gewürdigt werden. Auf der Korbinianbrücke in Freising steht ihr zu Ehren eine Brückenfigur. Im Regensburger Stadtteil Stadtamhof ist eine Straße nach ihr benannt.